# 도제 (교육)

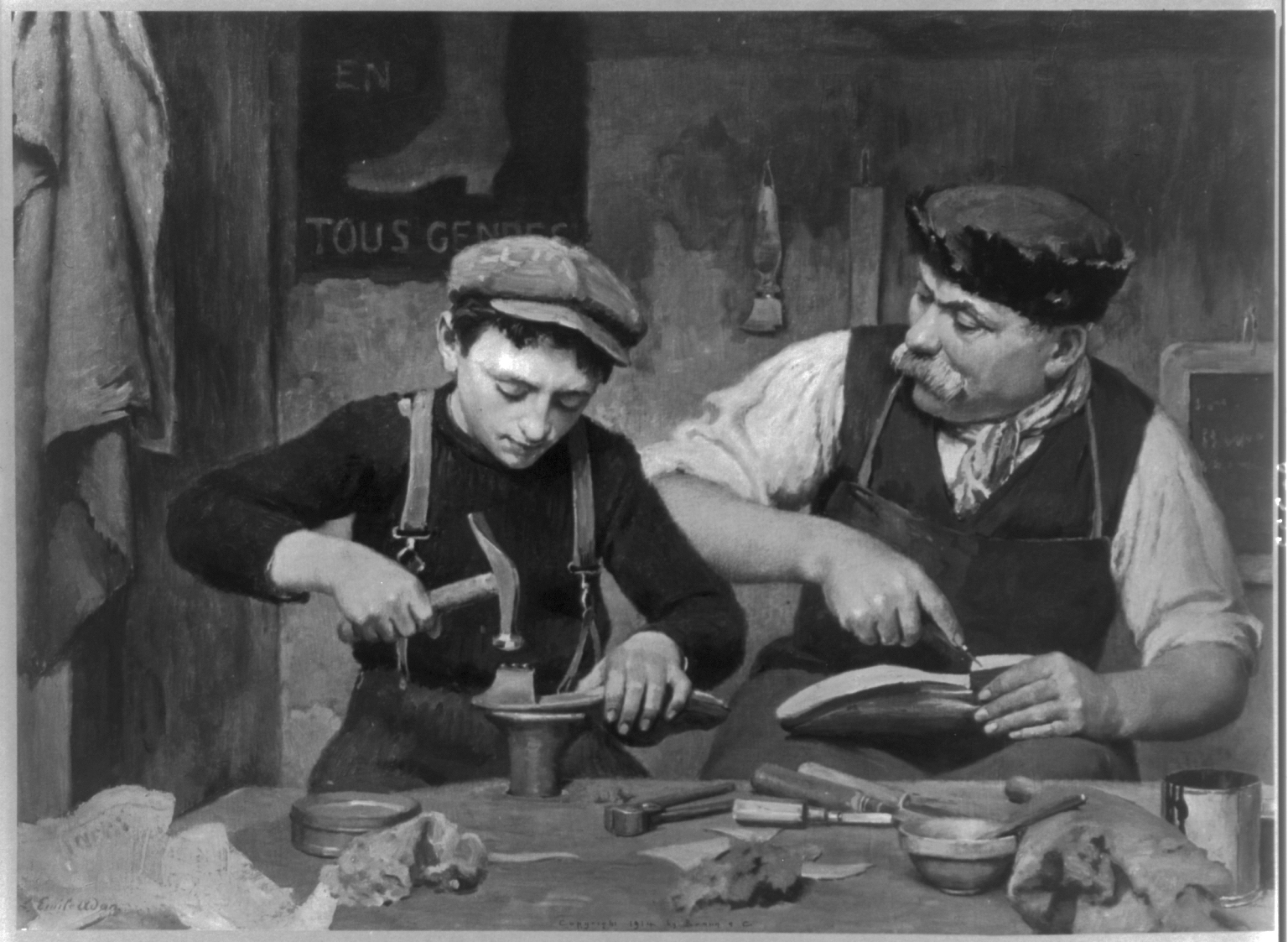

도제(徒弟)는 상인과 장인의 직업 교육 제도이며 젊은 세대를 업무에 종사시키는 제도를 의미한다. 도제와 제자도 경력을 구축할 수 있으며, 공공 기술 인증을 취득하는 것이 가능하다. 도제는 고용주와 계약한 기간 지속적인 노동에 종사하여 대가로 기술을 배울 수있다.

## 영국
영국의 도제 역사는 12세기까지 거슬러 올라가며, 그 당시에는 14-19세의 젊은이가 5 - 9년간 도제에 종사하고 있었다. 19세기에 들어 시티 앤트 길즈 오브 런던 인스티튜트의 전신인 임페리얼 칼리지 엔지니어링 스쿨에서는 도제 제도를 통한 직업 교육을 제공하여 기본적인 제작 기술 (기계, 미용사, 요리사, 배관, 목공 일, 벽돌 쌓기 등)의 범위에 대한 인증 자격을 발급하고 자격은 대학 석사 및 학사 수준 이었다. 현대에 들어서는 1994년에 정부가 지원하는 도제 제도 (Modern Apprenticeships, MA)가 도입되어 청소년 (17-24 세)의 직장 훈련 제도가 정비되어 있다. 기술 수준 인증으로는 전국 직업 자격 (NVQ)이 부여된다.